# Mistrovství světa bez rozdílu vah v judu 1956
I. mistrovství světa v judu v kategorii bez rozdílu vah a technických stupňů proběhlo za rok 1956 v Tokiu, Japonsko v aréně Kokugikan dne 3. května 1956.

## Informace a program turnaje
Zápasilo se na tatami o rozměrech čtverce 30 stop (9,09 m). Hrací doba zápasu byla 3 minuty základního času a v případě nerozhodného stavu prodloužení. Prodloužení mělo stanovený limit – po 20 minutách čistého čásu tatamový rozhodčí zápas ukončil a o vítězi rozhodl společně se dvěma postranními rozhodčími hlasováním praporky (hantei). Bodové hodnocení zápasu bylo provedením chvatu za wazari (český: půl bod) a ippon (česky: bod).
- ČTV: 3. května 1956 – soutěžní den v kategorii bez rozdílu vah a technických stupňů v aréně Kokugikan
- SOB: 5. května 1956 – mezinárodní soutěž dobré vůle (Goodwill Contest)

### Účast
Soutěžilo se v jedné disciplíně a každá členská země IJF mohla přihlásit maximálně 2 judisty. Kvóty dvou startujících využili světové velmoci té doby Japonsko, Spojené království a Francie. 
V turnaji nastoupilo 31 judistů z 21 zemí.

## Československá stopa
Evropská unie juda (EJU) na mistrovství světa nominovala za evropský kontinent také československého judistu Aleše Adamce. Československá judistická sekce SVTVS však jeho start v Japonsku neschválila.

## Podrobné výsledky
- Datum: 3. května 1956

| S. | Č.  | Judista                                    | Vyřazovací boje   | Vyřazovací boje | Vyřazovací boje | Vyřazovací boje | Vyřazovací boje | CP               | Opravy        |
| S. | Č.  | Judista                                    | 1/32              | 1/16            | čtvrtfinále     | semifinále      | finále          | CP               | o 3. místo    |
| -- | --- | ------------------------------------------ | ----------------- | --------------- | --------------- | --------------- | --------------- | ---------------- | ------------- |
| A  | 1.  | Reynaldo Forti (ARG)                       | 2./výhra/uma      | 4./prohra       |                 |                 |                 | 9.               |               |
| A  | 2.  | Heinrich Metzler (FRG)                     | 1./prohra         |                 |                 |                 |                 | úč.              |               |
| A  | 3.  | Etienne Plagie (CAM)                       | 4./prohra         |                 |                 |                 |                 | úč.              |               |
| A  | 4.  | Anton Geesink (NED)                        | 3./výhra/uma      | 1./výhra/uma    | 5./výhra/uma    | 12./prohra      |                 | Bronzová medaile | 20./výhra/tos |
| A  | 5.  | Vincent Tamura (USA)                       | 6./výhra/yus      | 7./výhra/uma    | 4./prohra       |                 |                 | 5.               |               |
| A  | 6.  | Chen Cheng-kao (ROC)                       | 5./prohra         |                 |                 |                 |                 | úč.              |               |
| A  | 7.  | Otto Schlatter (SUI)                       | volný los         | 5./prohra       |                 |                 |                 | 9.               |               |
| B  | 8.  | Alfred Grabher (GBR)                       | 9./prohra         |                 |                 |                 |                 | úč.              |               |
| B  | 9.  | Bernard Pariset (FRA)                      | 8./výhra/držení   | 11./výhra/son   | 12./prohra      |                 |                 | 5.               |               |
| B  | 10. | Ithiphol Krueya (THA)                      | 11./prohra        |                 |                 |                 |                 | úč.              |               |
| B  | 11. | José Pons (ESP)                            | 10./výhra/oug+drž | 9./prohra       |                 |                 |                 | 9.               |               |
| B  | 12. | Jošihiko Jošimacu (JPN)                    | 13./výhra/uma     | 14./výhra/uma   | 9./výhra/uma    | 4./výhra/uma    | 26./prohra      | Stříbrná medaile |               |
| B  | 13. | Nicolas Arcales (PHI)                      | 12./prohra        |                 |                 |                 |                 | úč.              |               |
| B  | 14. | Walter Gauhs (AUT)1? Franz Nimführ (AUT)1? | 15./výhra/ogo     | 12./prohra      |                 |                 |                 | 9.               |               |
| B  | 15. | Bernard Gauthier (CAN)                     | 14./prohra        |                 |                 |                 |                 | úč.              |               |
| C  | 16. | Jean Radrizzi (LUX)                        | 17./—             |                 |                 |                 |                 | DNS              |               |
| C  | 17. | Chou Xai Yong (THA)                        | 16./výhra/fus     | 18./prohra      |                 |                 |                 | 9.               |               |
| C  | 18. | Richard Bowen (GBR)                        | 19./výhra/ush     | 17./výhra/son   | 20./prohra      |                 |                 | 5.               |               |
| C  | 19. | Heriberto García (CUB)                     | 18./prohra        |                 |                 |                 |                 | úč.              |               |
| C  | 20. | Henri Courtine (FRA)                       | 21./výhra/yus     | 23./výhra/?     | 18./výhra/dab   | 26./prohra      |                 | 4.               | 4./prohra     |
| C  | 21. | Mitsuho Kimura (USA)                       | 20./prohra        |                 |                 |                 |                 | úč.              |               |
| C  | 22. | André Ertel (SAA)                          | 23./prohra        |                 |                 |                 |                 | úč.              |               |
| C  | 23. | Raúl Rodríguez (ARG)                       | 22./výhra/držení  | 20./prohra      |                 |                 |                 | 9.               |               |
| D  | 24. | Kai Johannsen (DEN)                        | 25./výhra/son     | 26./prohra      |                 |                 |                 | 9.               |               |
| D  | 25. | Franz Kaiser (SUI)                         | 24./prohra        |                 |                 |                 |                 | úč.              |               |
| D  | 26. | Šókiči Nacui (JPN)                         | 27./výhra/son     | 24./výhra/tos   | 31./výhra/uma   | 20./výhra/tos   | 12./výhra/yus   | Zlatá medaile    |               |
| D  | 27. | Ouan Kiet Hay (CAM)                        | 26./prohra        |                 |                 |                 |                 | úč.              |               |
| D  | 28. | George Pantouw (INA)                       | 29./prohra        |                 |                 |                 |                 | úč.              |               |
| D  | 29. | Hsieh Lung-po (ROC)                        | 28./výhra/osg     | 31./prohra      |                 |                 |                 | 9.               |               |
| D  | 30. | Lucio Ong (PHI)                            | 31./prohra        |                 |                 |                 |                 | úč.              |               |
| D  | 31. | Daniel Outelet (BEL)                       | 30./výhra/dab     | 29./výhra/oug   | 26./prohra      |                 |                 | 5.               |               |

- reference

1 Dva dostupné zdroje se liší v osobě judisty reprezentujícího Rakousko. Časopis KDK Review z 15. května 1956 uvádí Waltera Gauhse, ale oficiální buletin z mistrovství světa má u jeho profilu poznámku "start zamítnut" a místo něho uvádí ve výsledcích Franze Nimführa. Pravděpodobně Gauhsovi byl z nějakého důvodu odepřen start a místo něho zaskakoval jeho doprovod, tehdy prezident rakouského judistického svazu Franz Nimführ. Novináři však již měli původní rozpis zápasů a nepoznali, že místo Gauhse startuje jiný závodník.